# Єгор’євське (Княгининський район)
Єгор’євське (рос. Егорьевское) — село в Княгининському районі Нижньогородської області Російської Федерації.
Населення становить 168 осіб. Входить до складу муніципального утворення Ананьєвська сільрада.

## Історія
Від 2009 року входить до складу муніципального утворення Ананьєвська сільрада.

## Населення
| 2002 | 2010 |
| ---- | ---- |
| 179  | ↘168 |